# Ford Corcel
O Corcel é um automóvel médio produzido pela Ford no Brasil, de 1968 a 1986. Foi eleito pela revista Autoesporte o Carro do Ano em 1969, 1973 e 1979.

## Projeto inicial
A Ford adquiriu o controle acionário da Willys Overland do Brasil, em 1967, quando esta desenvolvia um automóvel em parceria com a Renault, chamado projeto "M", que deu origem ao Renault 12 na França e, com uma carroceria diferente, ao Corcel no Brasil.
Lançado inicialmente como um sedã 4 portas e a seguir como um coupé, em 1969, o carro foi bem aceito quando de sua estreia em 1968. O espaço interno e o acabamento chamavam a atenção, com muitas inovações mecânicas a mais que seu concorrente direto, o Volkswagen 1600 TL.

### Mudanças

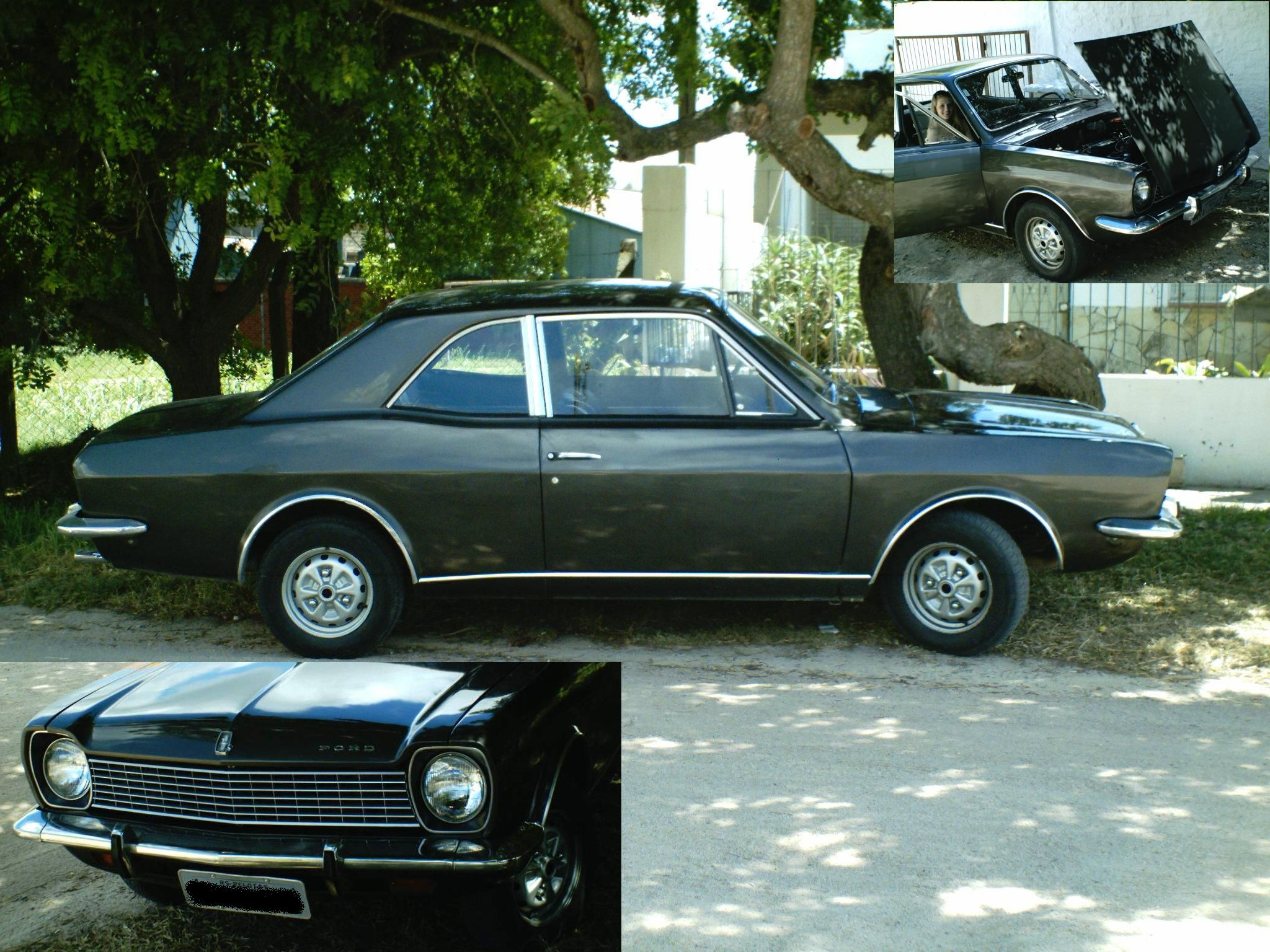
Ford Corcel 1975.

A fábrica fez algumas alterações na aparência geral do carro em 1973, deixando-o um pouco parecido com o Ford Maverick. O motor passou a ser o 1.4 usado na linha GT, conhecido como motor XP. Em 1975, o design foi novamente retocado, aumentando a semelhança com o Maverick, sobretudo na traseira. Um novo componente se adicionava à família, o LDO (Luxury Decor Option), com acabamento interno luxuoso e teto revestido de vinil.
Até 1977, este modelo foi recebendo retoques no acabamento, conservando entretanto a mesma aparência, até o lançamento da linha 1978, chamado Corcel II, basicamente com a mesma mecânica, porém com uma carroceria totalmente remodelada, que em nada lembrava o modelo anterior. Em 1985, ganhou a frente do Del Rey, lançado em 1981 e ao qual deu origem, além de alguns retoques estilísticos e a retirada da expressão "II" do nome. Em 1986 a produção do Corcel foi encerrada.

## Ford Corcel GT
Um ano depois do lançamento do compacto Corcel, em 1969, a Ford percebeu a oportunidade de ampliar a família e se aproximar do público que sonhava com mais esportividade. O primeiro Corcel GT era mais aparência do que esportividade (teto revestido em vinil e uma faixa no centro do capô e uma na lateral), o motor era o quatro cilindros 1.3 com carburador Solex de corpo duplo, novos coletores de admissão e escape elevavam a potência do motor de 68 para 80 cv. 
A aceleração e a velocidade máxima aumentaram um pouco, 0 a 100 km/h em 18 segundos, com 138,53 km/h. Em testes de época, nas mãos do piloto Emerson Fittipaldi, em Interlagos, este mesmo Corcel atingiu velocidades superiores a 142 km/h. Isso dependia da perícia do piloto e do acerto do motor (carburador bem regulado com uma mistura mais rica, e uma boa regulagem das válvulas), sendoo bastante para fazer o Corcel ter um bom desempenho. O motor mais potente só viria no final de 1971, um 1.4 e 85 cv, dando um melhor desempenho.

## Ford Corcel Bino

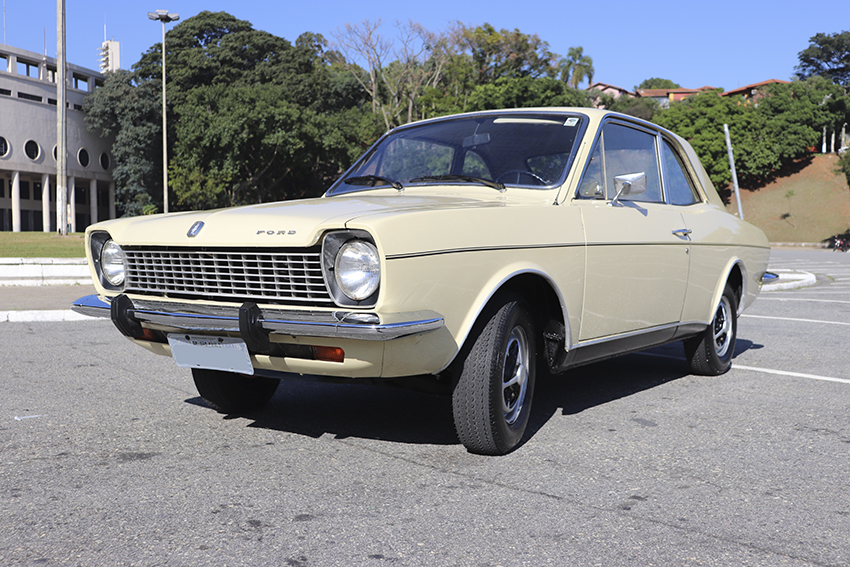
Ford Corcel Luxo 1977, com rodas do modelo LDO. Último ano antes do lançamento do Corcel 2.

A partir de dezembro de 1968, a Bino Automóveis (posteriormente incorporada à Sandaco, tornando-se Bino-Sandaco), que mantinha além da Equipe Bino de Competição (ex - Ford-Willys), uma divisão de veículos "de rua", passou a oferecer um kit preparação para a Linha Corcel que incluía o aumento da cilindrada de 1300 para 1500 cm³ (na verdade, de 1289 cm³ para 1440 cm³), com a adoção de carburação dupla (com um coletor que aproveitava o carburador original e adotava outro igual), camisas, anéis, e pistões de maior diâmetro (77 mm), assim como o comando de válvulas que também era mudado para a obtenção de maior torque a uma faixa de giros mais elevada, coletores especiais e escapamento Kadron. 
O motor podia também receber tampa de válvulas aletada e cárter de maior capacidade, ambos de alumínio, e radiador de óleo. O Corcel Bino foi recebendo aperfeiçoamentos, como retrabalho no cabeçote e taxa de compressão, na ordem de 9:1 a 9,5:1, com potência de 90 cv na versão mais civilizada. Com tudo isso, o motor subia rápido de rotação, até encostar nas 6500 RPM ou mais. 

O primeiro Corcel Bino, um sedan branco, foi testado em 1969 pela revista AutoEsporte, fazendo de 0 a 100 em 16 segundos e atingindo 144 km/h. A revista alertou, no entanto, que o carro, único então disponível, havia participado das 12h de Porto Alegre (Após liderar a prova por varias voltas, terminou 2o colocado, atrás do Fusca Fittipaldi 1600 e à frente de um FNM JK) e rodado mais de 10 mil km em testes na Bino, saindo para a avaliação sem qualquer revisão, estando portanto muito ruim, e assim, seus resultados não refletiam o real desempenho do modelo. 

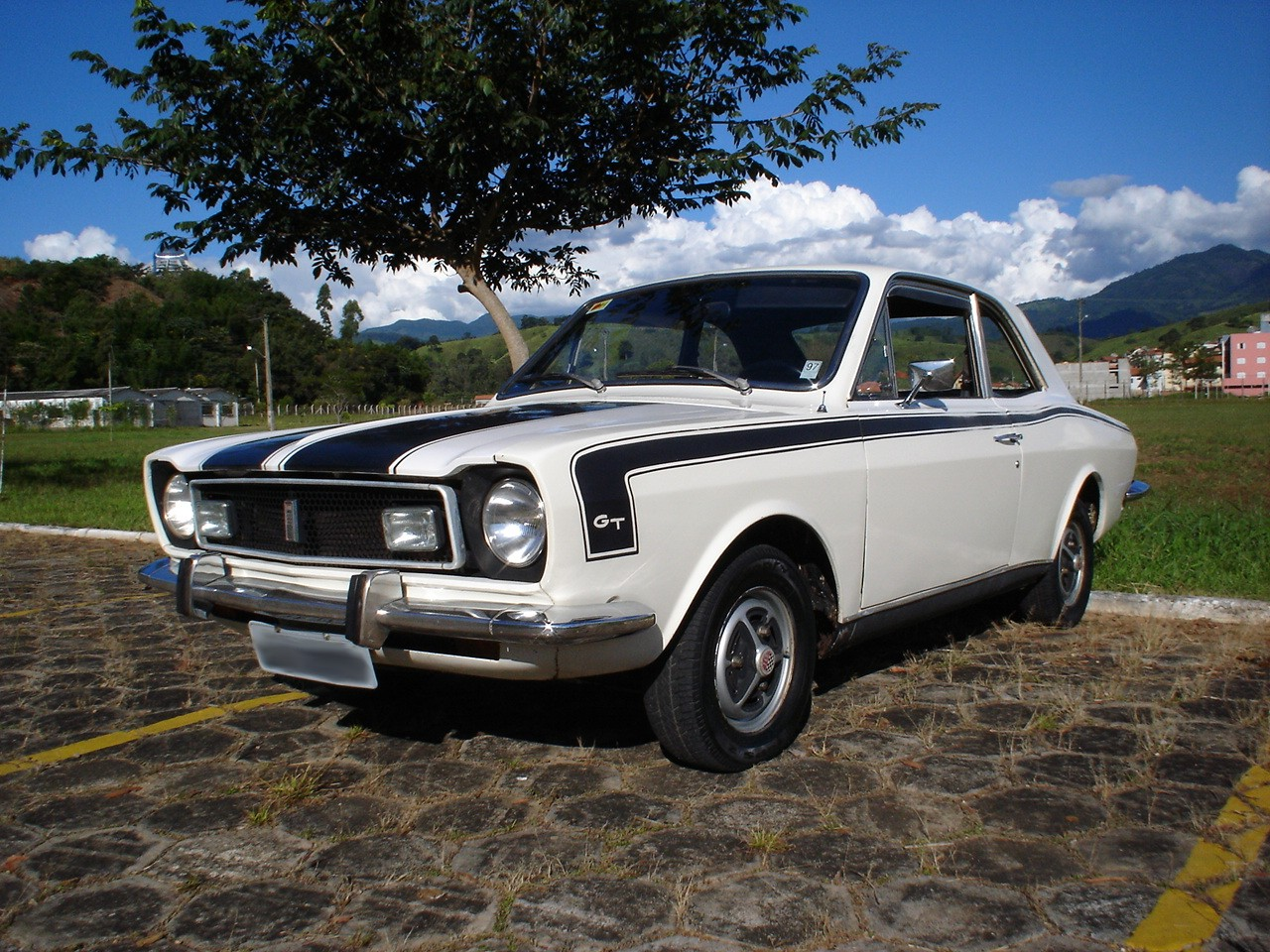
Ford Corcel GT 1973.

Posteriormente, em 1970, a Revista Quatro Rodas testou um cupê, obtendo 0 a 100 em 15,5 seg e atingindo 147 km/h. As especificações da Bino, entretanto, eram 0 a 100 em 13,5s e velocidade máxima de 156 km/h para o motor de 90CV. Versões mais potentes, em torno de 100 cv, podiam fazer o pequeno modelo ter altas acelerações para a época: de 0 a 100 km/h em 13s, 0 a 120 km/h em 20s, 0 a 140 km/h em 35s, e velocidade máxima em torno de 160 km/h. Os testes de época apontavam que o Corcel Bino na estrada podia manter a velocidade máxima por longos períodos, sem que o motor fervesse por falta de água ou por falta de lubrificação, lembrando que os Corcéis de corrida que eram aliviados de peso e mais bem preparados atingiam velocidades superiores a 185 km/h, mas isso comprometia a durabilidade. Como se tratava de uma versão preparada, estava impedido em correr em provas da divisão 1, e nas categorias de força livre tinha que enfrentar VWs e Pumas muito bem preparados entre 1600 e 2200 cc, Opalas de 6 cilindros e outras feras da época, tarefa muito difícil para o motor de apenas 1.440cc. Mesmo assim, obteve algum sucesso em provas automobilísticas, com vitórias pontuais. Mas foi nos Rallyes que o motor Bino obteve o maior sucesso, inclusive levantando campeonatos, equipando os Corceis e Belinas amarelos das Equipes Bino, Bino-Motorádio, Greco/Ford e depois Mercantil/Finasa/Ford.
Além de modificar o motor, a Bino oferecia também faixas decorativas para o capô e para as laterais, falsa entrada de ar (scoop), faróis de milha, painel completo com instrumentos colocados em uma moldura exclusiva, volante esportivo, console de teto e de câmbio, moldura para a grade, vidros verdes e rodas de magnésio, além de itens menores, como emblemas, pomo do câmbio, chaveiros e jaquetas da grife. Alguns detalhes foram sendo incorporados na lista ou modificados com o passar do tempo,como o desenho do painel de instrumentos e console. 
A Bino vendia carros prontos (inicialmente com base no sedan, e depois no cupê), mas os equipamentos também podiam ser comprados em conjunto ou separadamente por quem já tinha um Corcel, e assim, nenhum carro era exatamente igual ao outro, o que ressaltava o toque de exclusividade do modelo, que se tornou coqueluche no início dos anos 70. Em razão disso, algumas versões GT e Belinas também receberam o Kit Bino.

## Ford Corcel GTXP

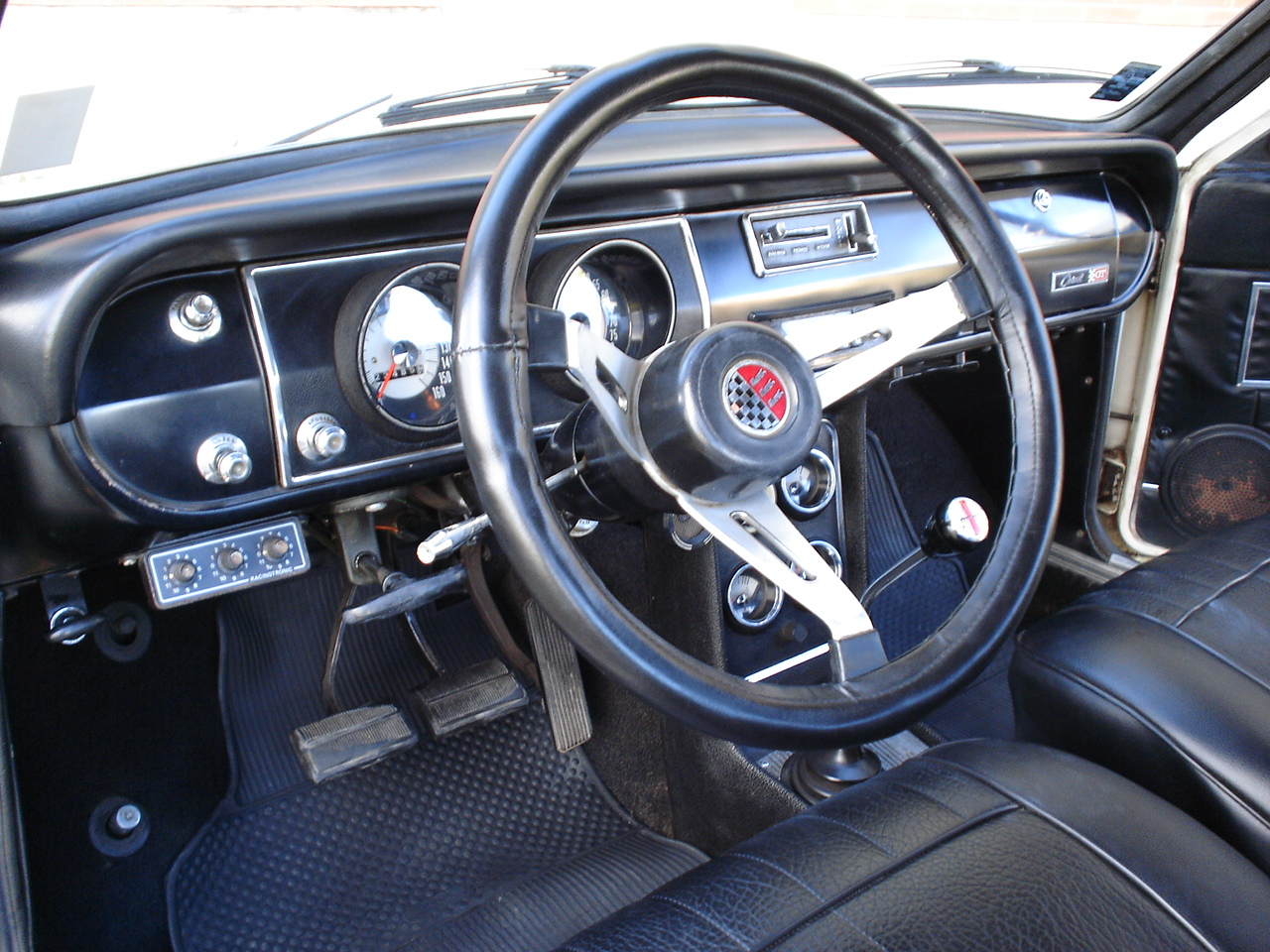
Painel do Ford Corcel GT 1973

Em 1971 chegava o Corcel GTXP (extra performance ou desempenho extra) com capô preto fosco, teto revestido em vinil, faróis de longo alcance, painel com instrumentação completa e tomada de ar. No entanto o motor também fora mudado, elevando assim a cilindrada de 1300, para 1400 o que o fazia desenvolver potência bruta de 85 cv ante os pacatos 68 cv da versão 1.3. E também com o motor 1.4 o desempenho do Corcel melhorou, fazia de 0 a 100 km/h em 17 segundos e atingia velocidade máxima de 145 a 150 km/h (valores muito bons para a época), o que colocava o Corcel entre os nacionais mais velozes.
A partir de 1973, toda a linha Corcel ganhava nova grade, com logotipo Ford no emblema redondo ao centro, outro desenho do capô, paralamas e lanternas traseiras. As versões cupê, sedã e a perua Belina passavam a ser equipadas com o motor do GT XP de motor 1.4. O "esportivo" trazia duas faixas pretas paralelas no capô e nas laterais e também faróis auxiliares de formato retangular na grade, esta também de desenho diferente.

## A segunda fase: o Corcel II

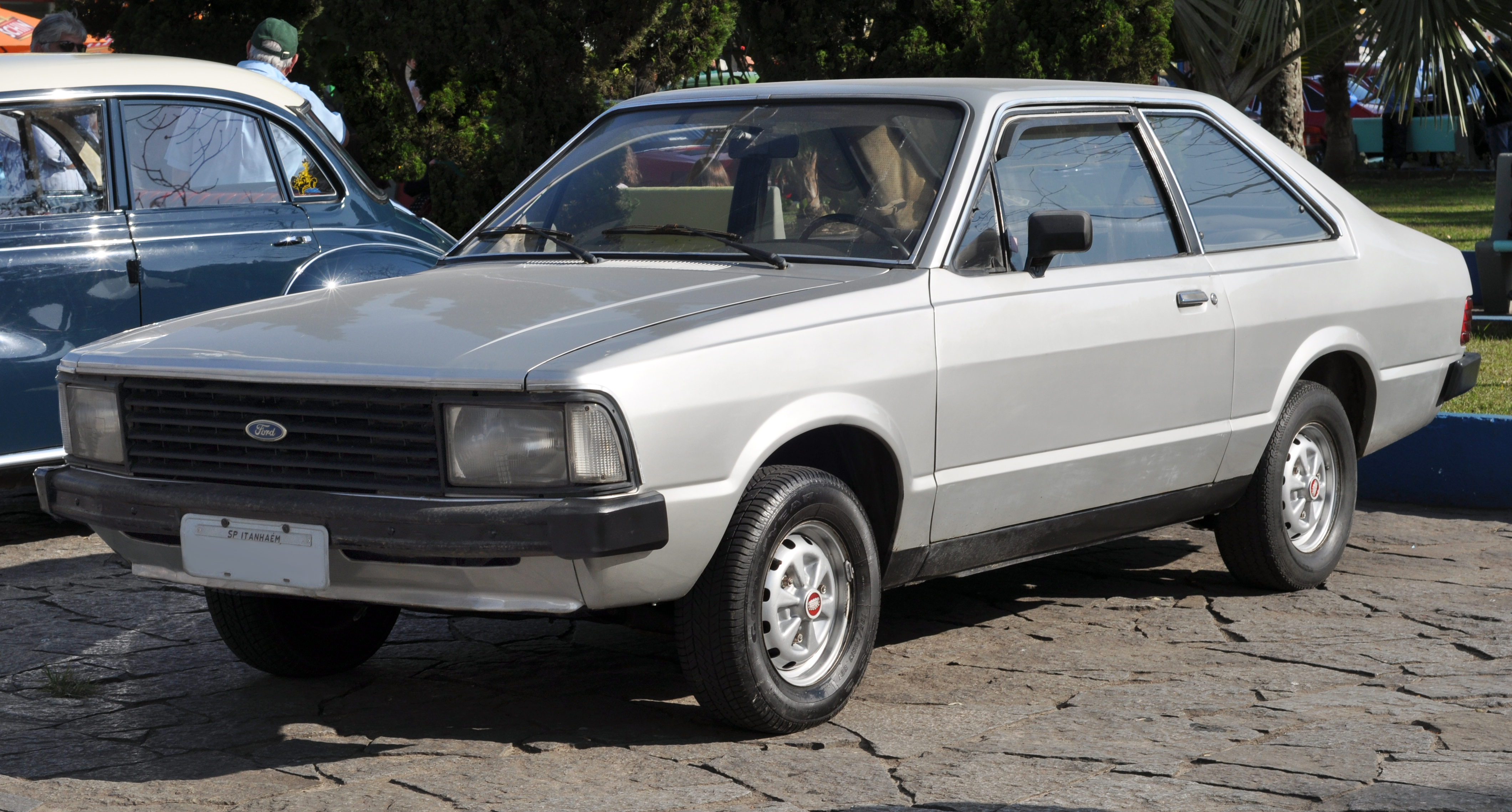
Ford Corcel II

No final de 1977 chegava às ruas o novo modelo: o Corcel II. A carroceria era totalmente nova, com linhas mais retas, modernas e bonitas. Os faróis e as lanternas traseiras, seguindo uma tendência da época, eram retangulares e envolventes. A grade possuía desenho aerodinâmico das lâminas, em que a entrada de ar era mais intensa em baixas velocidades que em altas. O novo carro parecia maior, mas não era. A traseira tinha uma queda suave, lembrando um fastback. Um fato notável no Corcel II era a ventilação dinâmica, de grande vazão, dispensando a ventilação forçada. O Corcel II veio com o mesmo motor do Corcel I 1.4, só que com a potência cortada, se o Corcel anterior com o mesmo motor de 1.4 litro rendia 85 cv e superava muitos carros da época, o Corcel II veio com o 1.4 litro de 72 cv (55 cv líquidos), o Corcel II era muito pesado para usar o 1.4, em função disso tinha um desempenho muito modesto (0 a 100 km/h em 20,9 segundos e 135 km/h de velocidade máxima) em relação ao antigo Corcel, mas a segurança, estabilidade e nível de ruído, já eram superiores em relação ao modelo anterior.
Os concorrentes do Corcel II na época eram o Volkswagen Passat e o Dodge Polara, ambos veículos médios. Ofereciam desempenho semelhantes ao do Corcel, mas o carro da Ford era mais econômico, moderno e elegante, tinha interior mais confortável (particularmente os bancos), oferecia melhor acabamento e também mais robustez que o Dodge.
Já em 1980 a Ford lançou como opcional para o Corcel II o motor de 1.6 (1555 cm³) com câmbio de 4 marchas, mas com relações mais longas e 90 cv de potência bruta (66,7 cv líquidos). O Corcel II passou a andar um pouco mais rápido, fazia de 0 a 100 km/h em medianos 17 segundos e a velocidade máxima passava a ser de 148 km/h, o suficiente para andar junto do seu concorrente mais próximo, o Passat 1500, porém muito atrás da versão 1600 (1.6). As versões oferecidas eram Corcel II básica; L e a luxuosa LDO, com interior totalmente acarpetado e painel com aplicações em imitação de madeira; e a GT, que se distinguia pelo volante esportivo de três raios, aro acolchoado em preto e pequeno conta-giros no painel (nenhuma outra possuía). A versão esportiva tinha 4 cv a mais, que não faziam muita diferença. Contava ainda com faróis auxiliares e pneus radiais. As rodas tinham fundo preto e sobre-aro cromado. O ano de 1978 foi o único em que os piscas dianteiros eram na cor laranja e na traseira, as lanternas eram lisas. Foi também o único ano em que não havia o pequeno spoiler na dianteira. Para o ano de 1979 ele ganharia embreagem eletromagnética do ventilador de série (era opcional no modelo 1978), piscas dianteiros brancos, lanternas traseiras onduladas e o spoiler. Em 1980, os pára-choques ganhariam ponteiras plásticas e em 1981, lanternas traseiras com frisos pretos e um friso prata que envolvia os faróis e a grade, pintado.
Em 1982, novo painel, ligeiramente redesenhado na caixa de instrumentos, relógio digital opcional, suspensões do Del Rey e encostos vazados de espuma de poliuretano (único ano em que isso ocorreu).
Em 1983, a Ford promoveu modificações no motor 1.6 o qual denominou de CHT (sigla de "Compund High Turbulence"), cuja potência líquida na versão a álcool chegava a 73 cv, dando um fôlego extra ao Corcel, que chegava aos 150 km/h de velocidade máxima e atingia os 100 km/h em 16 segundos. Juntamente, a Ford lançou a versão 1.3 do CHT para o Corcel, que, com a potência líquida de 62 cv, atingia modestos 143 km/h de velocidade máxima, e chegava aos 100 km/h em 20 segundos. Porém, o fim do Corcel começou a ser desenhado com a chegada, no Brasil, do Ford Escort que, mesmo trazendo os mesmo motores CHT, possuía desempenho e consumo melhores que o do Corcel, além de ser um projeto mais moderno, com motor transversal.
Em 1985 sofre sua última remodelação, que deixa o modelo com a frente igual a do Del Rey remodelado. Mesmo com a melhora de performance da versão 1.6 e com o aumento da gama de opções, o Corcel se tornava obsoleto diante da concorrência que oferecia carros como o Chevrolet Monza, por exemplo, lançado em 1982 que, mesmo com desempenho semelhante na versão com motor 1.6, era um carro mais atual. Adicionalmente o Passat, mesmo com projeto originário dos anos 70, atraía consumidores pelo seu desempenho, por possuir um motor bem mais eficiente que o do Corcel.

## Belina

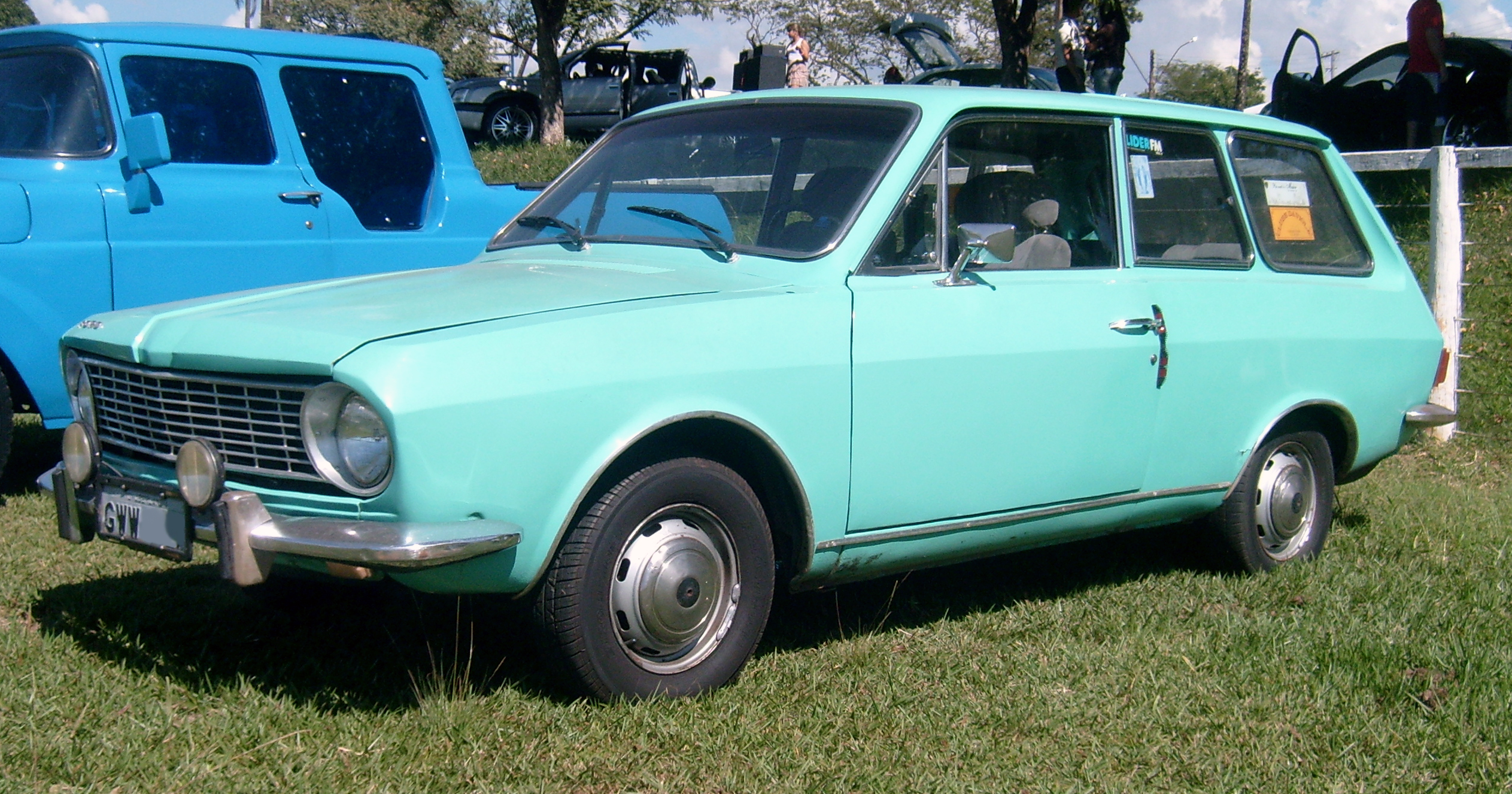
Belina da primeira geração

Lançada em março de 1971, a station wagon do Ford Corcel, chamada Belina, que visava atender ao público que buscava espaço interno amplo. Sucesso de vendas, o modelo tinha a mesma motorização e características do Corcel, seguindo todas as suas reestilizações. 
De 1985 e 1987, a Belina teve uma versão 4×4, voltada para o trabalho no campo. Foi algo inédito no segmento, mas que acabou sendo descontinuada por problemas de funcionamento e durabilidade.
A Belina foi um sucesso de vendas durante décadas, sendo descontinuada em 1991, quando já fazia parte da família do Ford Del Rey.

## Séries especiais
- Cinco Estrelas: lançada em 1982 para Corcel II e Belina, vinha com rodas esportivas, pintura em dourado metálico (havia opção por três outras cores), relógio digital e conta-giros. Nova série aparecia em 1984 com tom cinza metálico exclusivo, faixas laterais, as mesmas rodas e um bagageiro para a Belina.[9]
- Os Campeões: limitada ao Corcel II, vinha em 1983 na cor preta com faixas douradas, faróis de neblina, as mesmas rodas do Cinco Estrelas, conta-giros, relógio digital e volante de quatro raios.
- Astro: lançada em 1985, trazia para o Corcel e a Belina L faixas laterais, o relógio digital de sempre, calotas e revestimento de bancos como o do Escort XR3, além de bagageiro na perua. Vinha nas cores prata ou dourado.